# Felicita Casella
Félicie Émelie Anne Trouillon dit Lacombe, dite Felicita Casella, née le 8 octobre 1821 à Bourges et morte après 1865, est une chanteuse et compositrice italienne de naissance française.

## Biographie
Félicie Émelie Anne Trouillon dit Lacombe nait à Bourges le 8 octobre 1821 et est la sœur de Louis Lacombe. Avant 1849, elle épouse le violoncelliste et compositeur italien Cesare Casella et s'installe avec lui à Porto.
Son opéra Haydée est joué à Porto en 1849 puis à nouveau au Théâtre Dona Maria de Lisbonne en 1853, où Casella chante dans le rôle principal. Son opéra suivant, Cristoforo Colombo, est joué en 1865 au Théâtre Impérial de Nice,.

## Œuvres
Casella a composé deux opéras et entre autres des romances pour voix et piano.
- Haydée, opéra portugais (également écrit Haidée, livret de Luiz Felipe Leite d'après Le Comte de Monte Cristo d'Alexandre Dumas) 1849
- Cristoforo Colombo, opéra (livret de Felice Romani) 1865
- Marcia funebre (pour Maria II) pour piano
- Ave verum pour voix et piano